# Juli Furtado
Juliana "Juli" Furtado (ur. 4 kwietnia 1967 r. w Nowym Jorku) – amerykańska kolarka górska i szosowa, dwukrotna złota medalistka mistrzostw świata oraz trzykrotna zdobywczyni Pucharu Świata w kolarstwie górskim.

## Kariera
Jej olimpijskim debiutem były igrzyska w Atlancie w 1996 roku, gdzie zajęła 10. miejsce w cross-country. Był to jej pierwszy i zarazem ostatni start olimpijski.
W 1990 roku wywalczyła złoty medal w cross-country podczas mistrzostw świata w Durango. Dwa lata później, na mistrzostwach świata w Bromont zdobyła kolejny tytuł mistrzyni świata, tym razem w downhillu. Do dziś pozostaje jedyną kolarką, która zdobyła złote medale mistrzostw świata w cross-country i downhillu.
Furtado ponadto triumfowała w klasyfikacji generalnej Pucharu Świata w kolarstwie górskim w latach 1993, 1994 i 1995, w sezonach 1991 i 1992 zajmowała drugie miejsce, a w 1996 roku była trzecia. Jest także mistrzynią USA w kolarstwie szosowym z 1989 roku.